# Formazione di Stilo - Capo d'Orlando
Nella geologia italiana SCO è la sigla che individua la caratteristica Formazione di Stilo - Capo d'Orlando, che comprende una formazione sedimentaria dell'Arco Calabro Peloritano.

## Descrizione
Affiora quasi continuamente da Stilo fino all'area reggina per 150 km² fino ai Monti Peloritani in Sicilia.
Ha una notevole variabilità in verticale, di lato e di potenza.
In Calabria è divisibile in membro inferiore (mi), costituito da depositi continentali e membro superiore (ms) di tipo marino.
La formazione si appoggia su una topografia molto varia, di conseguenza la potenza varia da pochi metri fino a cento metri.

## Problematiche di studio
I maggiori ambiti di studio che riguardano questa formazione ad oggi sono:
- Riconoscimento del dettaglio dell'ambiente deposizionale in alcune aree
- Studio dei livelli vulcanoclastici
- Studio degli intervalli di silexite
- Correlazione fra SCO e le coeve successioni del Mediterraneo occidentale